# Asphodeline recurva
Asphodeline recurva är en grästrädsväxtart som beskrevs av George Edward Post. Asphodeline recurva ingår i släktet junkerliljor, och familjen grästrädsväxter. Inga underarter finns listade i Catalogue of Life.